# Torneo de Sídney 2010
El Torneo de Sídney es un evento de tenis que se disputa en Sídney, Australia, haciendo parte de un par de eventos que hacen de antesala al Australian Open, se juega entre el 10 y 16 de enero de 2010 haciendo parte de un torneo de la serie 250 de la ATP y un WTA Premier Events.

## Campeones
- Individuales masculinos:  Marcos Baghdatis derrota a  Richard Gasquet 6-4, 7-6(2).

- Individuales Femeninas:  Elena Dementieva derrota a  Serena Williams 6-3, 6-2.

- Dobles masculinos:  Daniel Nestor/  Nenad Zimonjić derrotan a   Ross Hutchins /  Jordan Kerr 6-3, 7-6(5).

- Dobles Femeninas:  Cara Black /  Liezel Huber derrotan a  Tathiana Garbin /  Nadia Petrova 6-1, 3-6, 10-3